# Miles Plumlee
Miles Christian Plumlee (* 1. September 1988 in Fort Wayne, Indiana) ist ein US-amerikanischer Basketballspieler.

## Karriere
Plumlee spielte drei Jahre in der NCAA für die Duke University, mit der er 2010 die NCAA Division I Basketball Championship gewann. Bei der NBA-Draft 2012 wurde er von den Indiana Pacers an 26. Stelle gedraftet. Er spielte jedoch einen Großteil seiner Rookiesaison beim Farmteam der Pacers, den Fort Wayne Mad Ants. Für die Pacers absolvierte er nur 14 Spiele und erzielte dabei 0,9 Punkte und 1,6 Rebounds.
Im Sommer 2013 wurde er gemeinsam mit Gerald Green zu den Phoenix Suns für Luis Scola transferiert. Bei den Suns erhielt er sofort die Rolle des startenden Center und verbesserte seine Statistiken deutlich. Am Ende konnte er 8,1 Punkte, 7,8 Rebounds und 1,1 Blocks pro Spiel verbuchen. Ebenso nahm er an der NBA Rising Stars Challenge als Ersatz für Pero Antić teil.
Im Februar 2015 wurde er zu den Milwaukee Bucks transferiert. Nach zweieinhalb Jahren wurde Plumlee zu den Charlotte Hornets abgegeben. Am 21. Juni 2017 wurde Plumlee zusammen mit Marco Belinelli gegen Dwight Howard zu den Atlanta Hawks transferiert.

## Sonstiges
Miles hat zwei Brüder die ebenfalls Basketballer sind. Mason wurde bei der NBA-Draft 2013 von den Brooklyn Nets ausgewählt. Sein jüngster Bruder Marshall spielt ebenfalls für die Duke University.